# Saint-Honoré (Sena Marítimo)
 Saint-Honoré  es una población y comuna francesa, en la región de Alta Normandía, departamento de Sena Marítimo, en el distrito de Dieppe y cantón de Longueville-sur-Scie.

## Demografía
| 89 | 102 | 118 | 176 | 167 | 172 |
| Para los censos de 1962 a 1999 la población legal corresponde a la población sin duplicidades (Fuente: INSEE [Consultar]) |     |     |     |     |     |